# هاگهم
هاگهم (به انگلیسی: Haugham) یک روستا و محله مدنی در بریتانیا است که در لیندسی شرقی واقع شده‌است.